# Isidore Loeb
Isidore Loeb (geboren 1839 in Soultzmatt (Unterelsass); gestorben 1892 in Paris) war ein französischer Rabbiner (1862) und Erforscher der Geschichte der französischen und spanischen Juden.

## Leben und Werk
Isidore Loeb wurde 1839 in Soultzmatt (deutsch Sulzmatt) im Unterelsass (frz. Bas-Rhin) geboren. Unter der Anleitung seines Vaters Seligmann Loeb, Rabbiner in Soultzmatt, studierte er die Bibel und den Talmud; am Lyzeum von Colmar besuchte er gleichzeitig die von Oberrabbiner Solomon Klein gegründete Rabbinerschule.
Im Jahr 1856 trat er in die École centrale rabbinique („Zentrale Rabbinerschule“) in Metz, damals Hauptort des französischen Judentums (Consistoire central israélite), ein, wo er bald durch seine Kenntnisse der hebräischen Sprache, seine literarischen Fähigkeiten und seine Erfolge in der Mathematik gefördert wurde. 1862 erhielt er den Titel eines Rabbiners vom Séminaire Israélite in Paris, das seit 1862 die Rabbinerschule in Metz ersetzt hatte. Loeb schlug nicht sofort eine rabbinische Laufbahn ein, sondern war zunächst Lehrer in Bayonne und dann in Paris.
Im Jahr 1865 trat er eine Stelle als Rabbiner in Saint-Étienne an. Seine Eröffnungspredigt trug den Titel Les devoirs des petites communautés (Die Pflichten der kleinen Gemeinschaften).
Er verließ jedoch bald das Rabbinat und ließ sich in Paris nieder, wo er 1869 zum Sekretär der Alliance Israélite Universelle" ernannt wurde, ein Amt, das er bis zu seinem Tod innehatte. Vor allem dank seiner Bemühungen wurde die Union zu einem wichtigen Faktor im jüdischen Leben im Osten. Dank seiner Initiativen konnte das Bündnis sein Netz von Schulen in den Mittelmeer- und Balkanländern ausbauen. Die von Loeb gegründete Unionsbibliothek war eine der besten jüdischen Bibliotheken der damaligen Zeit. Zugleich setzte Loeb seine historisch-philologischen Forschungen fort.
Als Albert Cohn (1878) den Lehrstuhl für jüdische Geschichte am Pariser Rabbinerseminar verließ, nahm Loeb seinen Platz ein und war 12 Jahre lang Professor.
Loebs Haupttätigkeit galt der Société des Études Juives (Gesellschaft für jüdische Wissenschaft); er war einer ihrer Organisatoren, Herausgeber des Organs der Gesellschaft, der Revue des études juives, und einer ihrer eifrigsten Mitarbeiter. Loeb verfasste für die Revue zahlreiche Studien, Artikel und Kritiken zu verschiedenen Fragen der jüdischen Geschichte und Literatur. Er interessierte sich gleichermaßen für das Gemeindeleben, die Topographie der jüdischen Ghettos, die wirtschaftliche Situation, Statistiken, Apologetik, Folklore, Geschichtsschreibung usw. Besonders eifrig erforschte er die jüdische Geschichte und Literatur, wobei er sich besonders intensiv mit der Geschichte der Juden in Frankreich und auf der Iberischen Halbinsel befasste.
Er veröffentlichte zahlreiche Studien in der Revue des études juives, den Archives israélites, dem l’Univers israélite, dem Annuaire des archives israélites und Artikel in Enzyklopädien. 1893 und 1894 beteiligte er sich als Autor an der Zeitschrift La Vraie Parole von Isidore Singer.

## Publikationen
- La Situation des israélites en Turquie, en Serbie, et en Roumanie (1869)
- Biographie d’Albert Cohn (1878)
- Controverse sur le Talmud, sous Saint Louis (1881)
- Tables du calendrier juif depuis l'ère chrétienne jusqu’au XXXe siècle avec la concordance des dates juives et des dates chrétiennes et une méthode nouvelle pour calculer ces tables
- Les Juifs de Russie (1891)
- La Littérature des pauvres dans la Bible
- Réflexions sur les Juifs